# Ferdi Joly
Ferdinand Alphons Maria (Ferdi) Joly (Zieuwent, 11 november 1949) is een Nederlands gitarist en saxofonist.

## Levensloop
De eerste band van Joly is de Achterhoekse band Puddingh. Ze worden gezien als de voorloper van Normaal. De Flower Power beleeft zijn hoogtijdagen in het oprichtingsjaar 1969. De band speelt in die tijd al landelijk(!) en de Puddingh -geschiedenis wemelt van hoogtepunten, incidenten en anekdotes. De band ging in 1974 uit elkaar. Joly ging toen met Kolkman naar Normaal. Bandleden na oprichting 1969: Ferdi Joly (gitaar), Frans Meulenbroek (gitaar), Theo te Brinke (bas) en Leo Hoenderboom (drums) Latere Leden: Maria Joly (zang), J.P. Arnold (gitaar), Jan Kolkman (gitaar), Bennie Jolink (zang) en Rob Tenten (drums)
Daarna was Joly een van de vijf leden van het eerste uur van de boerenrockband Normaal. Joly had een aandeel in het bedenken van de naam van de band. Net zoals twee van de andere leden, Bennie Jolink en Jan Manschot, had Ferdi in Enschede gestudeerd. Hij was de enige van de vier die al redelijk een instrument kon bespelen. De meeste liedjes van Normaal kwamen van de hand van Joly en Jolink. Nadat de eerste lp een succes werd was het Johnny Hoes die bepaalde dat de groep zich moest beperken tot hoempa en werd Joly belet om de groep muzikaal te laten evolueren. 
In 1980 verliet Joly Normaal. Kort na zijn ontslag bij Normaal, richtte Joly een nieuwe band op. Deze zou de naam SSST gaan dragen, wat een afkorting is voor "Stichting Samen Spontaan Tekeergaan". Na een aantal bescheiden optredens is de band een stille dood gestorven. Een aantal jaar werkte Joly als bezigheids-/creatief therapeut in de psychiatrie en startte hij met Joep Hopstaken (zanger-gitarist) en Rob Tenten (drummer) een nieuwe groep. Nadat Willem te Molder als bassist erbij kwam werden twee optredens gegeven: een keer als Tent-band en een keer als Pret-band. 
In 1989 begon hij samen met Jan Manschot, Hans Keuper en Willem te Molder een nieuwe band, Boh Foi Toch. Sinds 2003 tot aan het stoppen van Normaal in december 2015 was Joly weer betrokken bij Normaal. Hij speelde de laatste periode van de band alleen nog in de 'oude bezetting'. Op 19 december 2015 gaf Normaal zijn afscheidsconcert in stadion GelreDome. Joly was gevraagd om mee te spelen, maar bedankte hiervoor. In een interview met Omroep Gelderland gaf hij aan geen relikwie te willen zijn. 
Sinds 2018 treed Joly weer op met Normaal. Dit kwam nadat Bennie Jolink door een speciaal medicijn weer optreden kon. Normaal gaf sindsdien optredens op Hemelsvaartsdag in Lochem en enkele keren op het Høkersweekend.   
Ook treedt Joly sinds het jaar 2000 op met zijn band Old Ni-js. Dit doet hij samen met basgitarist Willem Terhorst (o.a. Normaal), drummer Han Mali (o.a. Boh Foi Toch) en gitarist Gerard de Braconier (Toontje Lager). Voor Mali drumde Jan Manschot bij Old Ni-js, tot deze ziek werd en in 2014 overleed. De Braconier werd in augustus 2017 vervangen door Jan Kolkman (oud-Normaal- en -The Heinoos-lid). 